# 北九州市旧門司三井倶楽部
北九州市旧門司三井倶楽部（きたきゅうしゅうし きゅうもじみついくらぶ）は、福岡県北九州市門司区港町にある歴史的建造物。国の重要文化財に指定されている。

## 概要
山あいの門司区谷町より門司港レトロ地区に移築された。
1921年（大正10年）に三井物産門司支店の社交クラブとして建築。接客用の洋風の本館と、それと接続する和風の付属屋・倉庫からなる。1949年（昭和24年）から国鉄の所有となり、「門鉄会館」として利用された。 1987年（昭和62年）国鉄清算事業団に移管、その後北九州市に無償譲渡。
1990年（平成2年）3月19日重要文化財指定（本館及び付属屋）。同年7月解体工事開始、1994年（平成6年）12月完成。2007年（平成19年）11月30日には、近代化産業遺産（北九州炭鉱 - 筑豊炭田からの石炭輸送・貿易関連遺産）に認定された。
本館は木造2階建で、アインシュタインが1922年（大正11年）に宿泊した2階の部屋が当時の状態で「アインシュタインメモリアルルーム」として展示されている。また、門司区小森江が出生地とされる林芙美子にちなみ、林芙美子資料室（2階）がある。1階にはレストラン「三井倶楽部」がある。

## 周辺施設
- 門司港駅 - 駅舎は国の重要文化財。
- 旧三井物産門司支店 - 旧門司鉄道管理局事務所、旧JR九州北九州本社
- 北九州市旧大阪商船

## 交通
- JR九州 門司港駅から徒歩1分。
- 関門汽船 門司港桟橋から徒歩2分。
- 関門橋 門司港ICから車で約5分。
- 九州自動車道 門司ICより車で約8分。
- 北九州高速 春日ランプより車で約5分。

## ギャラリー

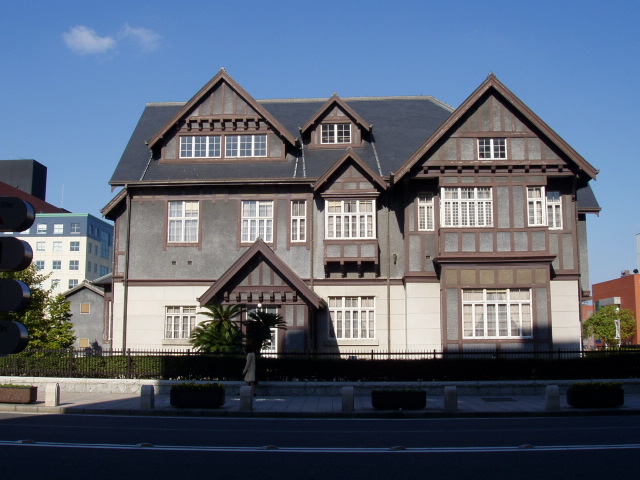
本館正面（2003年10月22日撮影）
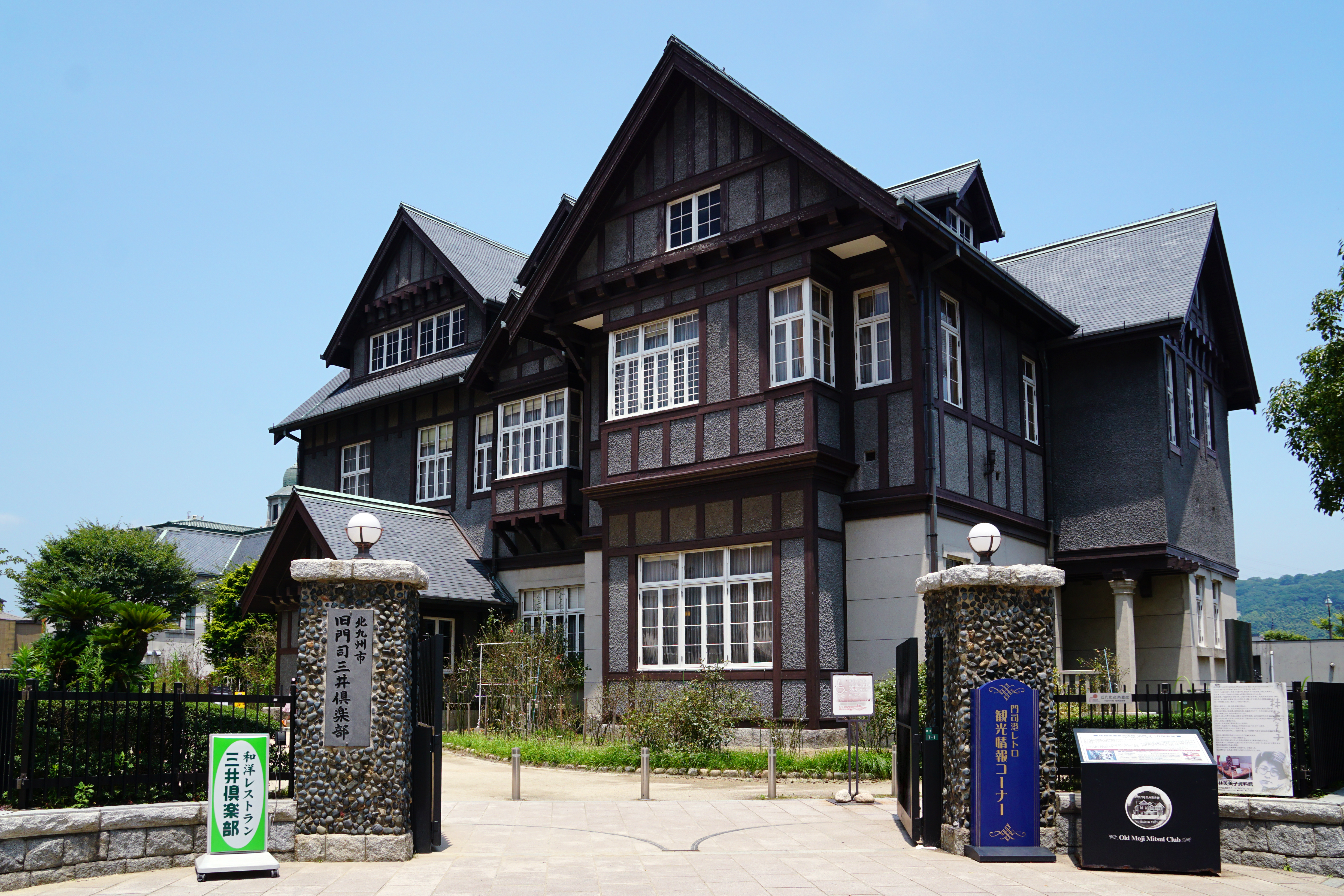
本館
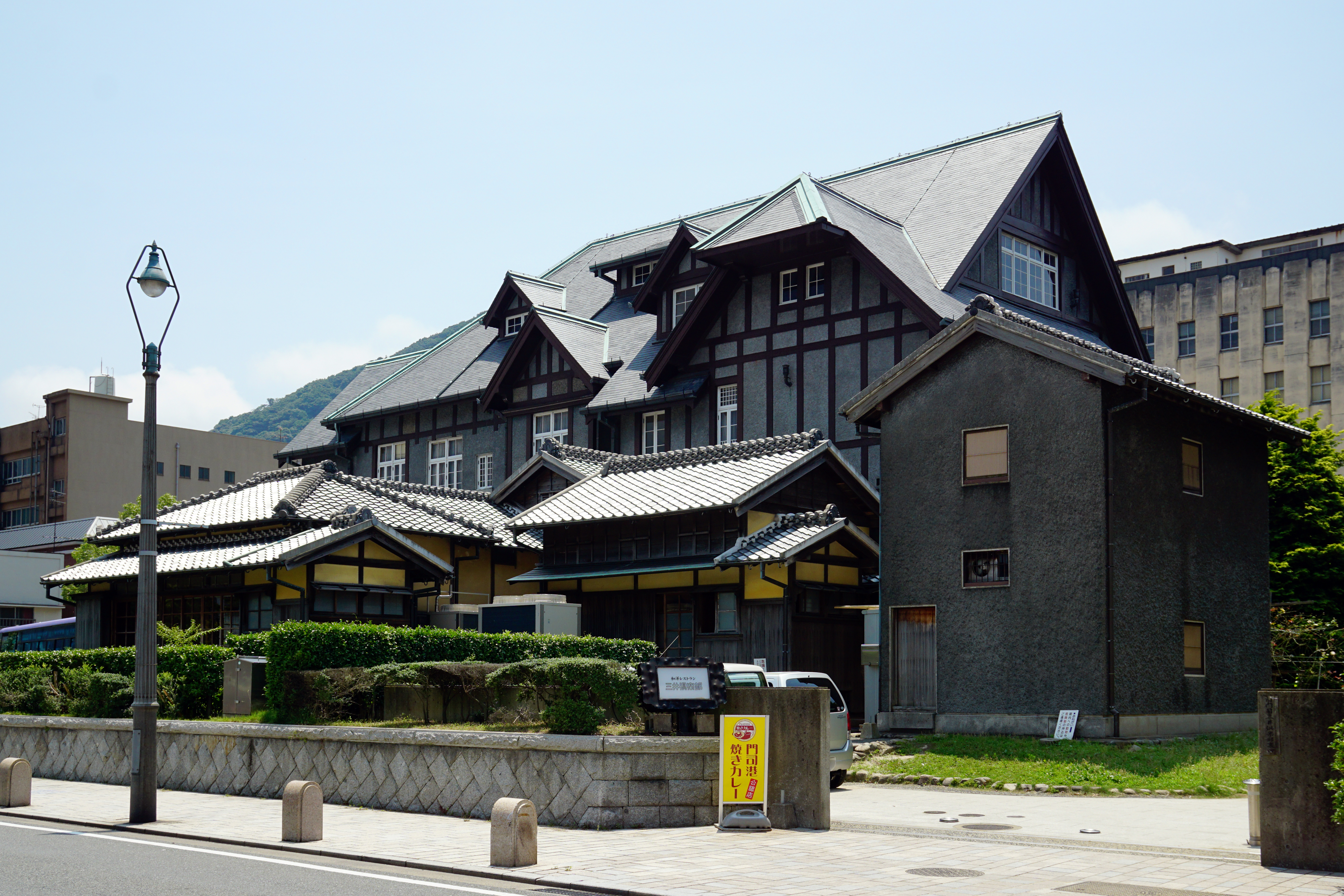
付属屋、倉庫（手前）